# Martinskirche (Michelbach)

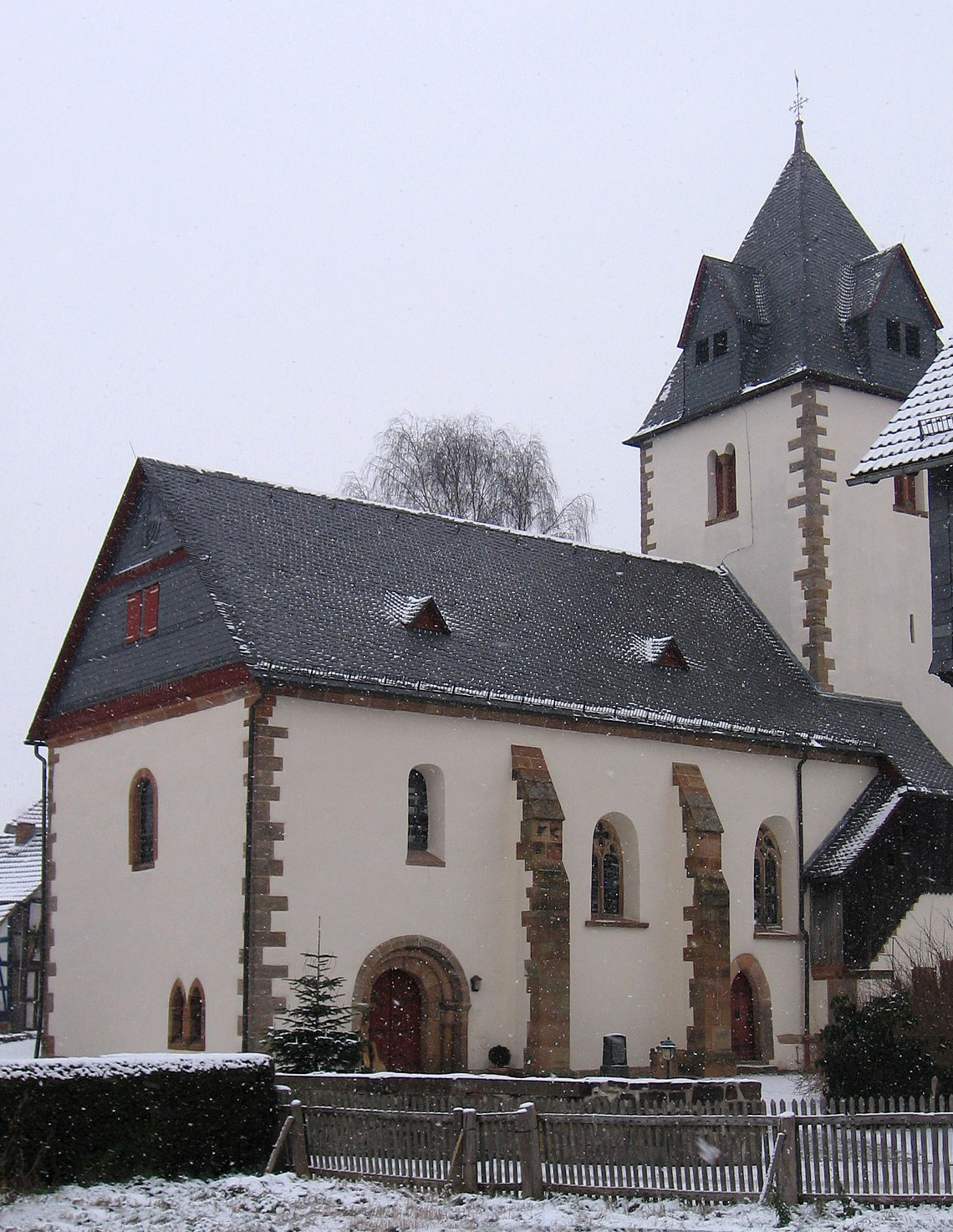
Martinskirche

Die Martinskirche ist eine evangelische Kirche im Dorfkern von Michelbach, einem Stadtteil von Marburg in Hessen. Sie gehört zum Kirchenkreis Marburg der Evangelischen Kirche von Kurhessen-Waldeck.

## Lage
Die Martinskirche befindet sich im Ortskern von Michelbach in der Kirchgasse. Seit 1974 ist die ehemals selbstständige Gemeinde ein Stadtteil der Universitätsstadt Marburg.

## Geschichte

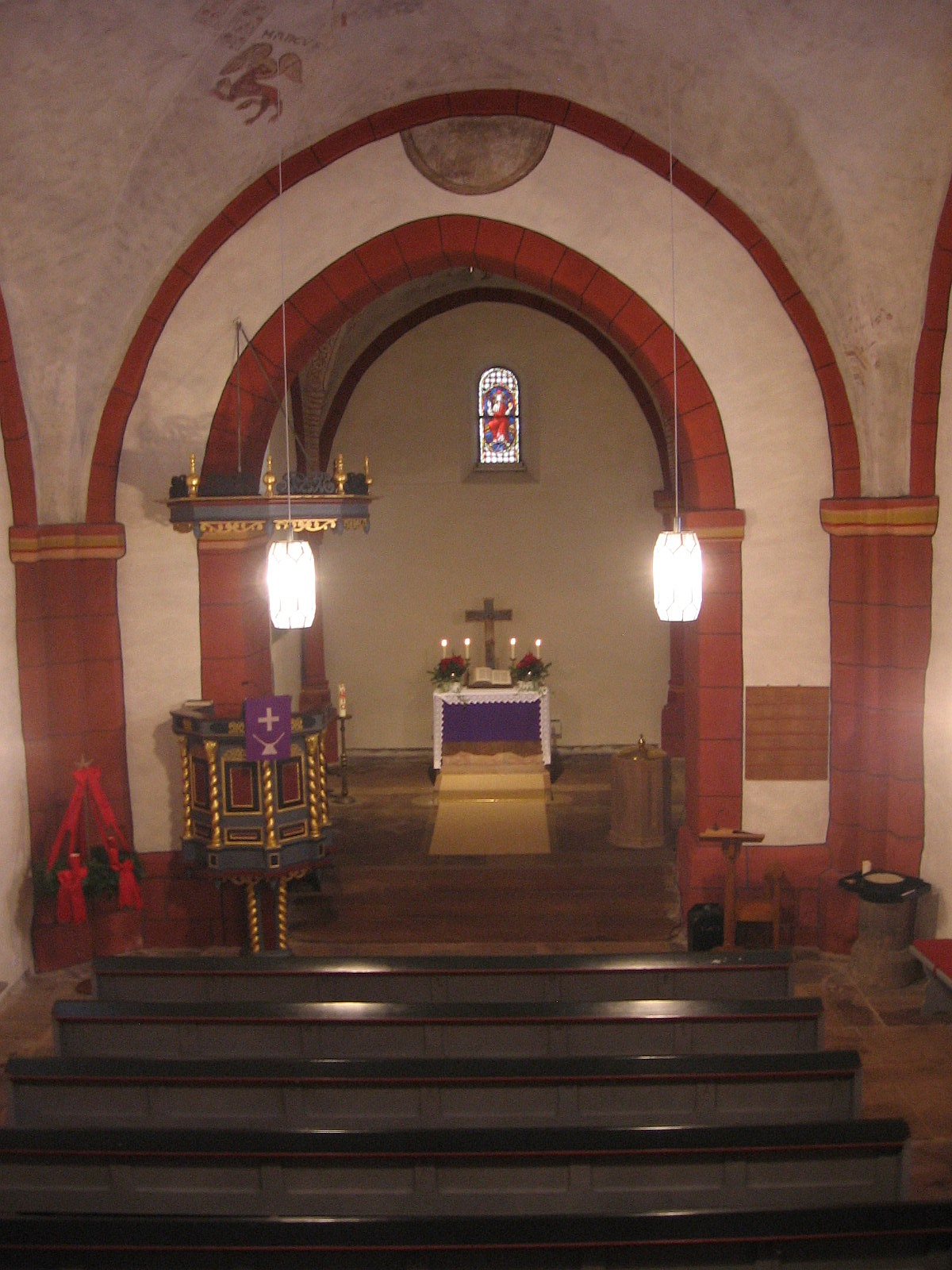
Das Kircheninnere

Die Martinskirche wurde um das Jahr 1200 erbaut und ist damit die älteste Kirche der Stadt Marburg. Sie ist dem heiligen Martin von Tours geweiht. Seit vorreformatorischer Zeit bis heute besitzt das althessische Adelsgeschlecht der Schencken zu Schweinsberg das Patronat über die Kirche. An ihrem heutigen Standort vermutet man ein Quellheiligtum der Kelten, das einst von Bäumen umringt war. Die Lebensbaumsymbolik ist auch heute noch in den Gewölbeausmalungen des Chorraums erkennbar. Als ältestes geistlich genutztes Gotteshaus besaß die Martinskirche das Taufprivileg für die Region rechts der Lahn. Der Verbleib des alten Taufsteins ist ungewiss. 1950 wurde ein neuer gestiftet, der aus dem Michelbacher Steinbruch stammt. Das alte Taufbecken aus Messing aus dem Jahr 1642 ist noch erhalten. Es finden sich in der Kirche Spuren aus allen Epochen. Von 1906 bis 1910 gab es eine erste gründliche Renovierung. Dabei hat man unter anderem die Chorempore abgebaut und eine neue Orgel auf der Westempore errichtet. Bei dieser Renovierung wurde sie romanische Originalbemalungen freigelegt, die bei dieser Gelegenheit sorgfältig dokumentiert wurden. Die zweite Renovierung erfolgte zwischen 1962 und 1965. Man hat dabei fast alle romanischen Bemalungen weiß übertüncht. Eine weitere Innensanierung folgte im Jahr 1987. Bei dieser Sanierung hat man die barocke Kanzel mit ihren Renaissanceornamenten nach dem Original restauriert. Im Rahmen des Dorferneuerungsprogramms, das 1995 in Michelbach startete, wurden Mauerwerk und die Fassade saniert und der Gockelhahn auf der Turmspitze neu vergoldet.

## Architektur und Ausstattung

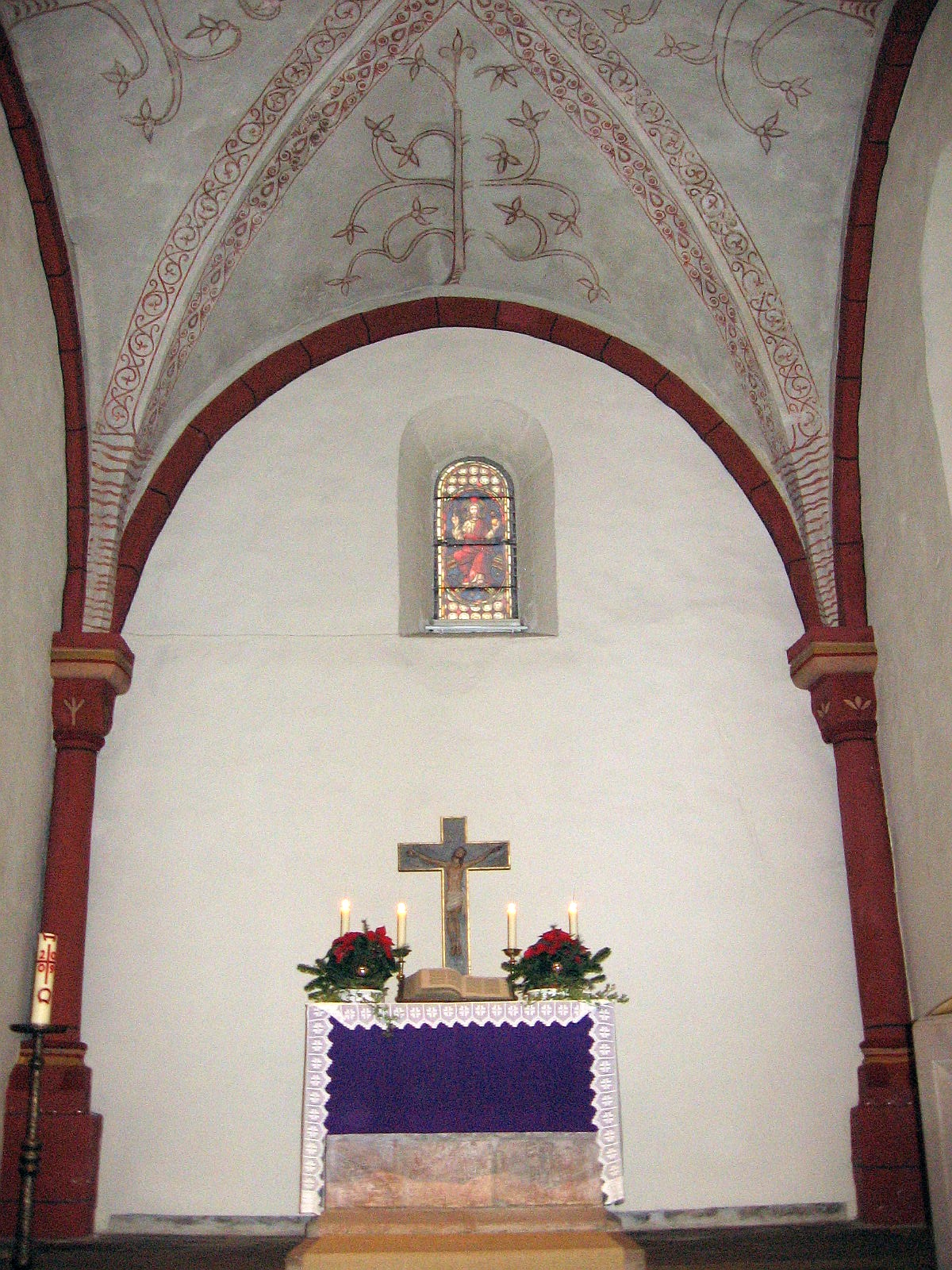
Altarraum mit Lebensbaumsymbolik

Es handelt sich um eine romanische Saalbaukirche. Über dem Chor erhebt sich ein hoher, quadratischer Turm, dessen Spitze von einem Wetterhahn geziert wird. 
Die Eckquaderung der Außenwände liegt noch heute frei. Im Obergeschoss des Turmes befinden sich über Schlitzfenstern die typischen romanischen Zwillingsfenster. Auf ihre Mittelsäulen sind Kelchblockkapitelle gesetzt.
Der schlichte Saalbau teilt sich in drei ungleich große Joche auf. Diese machen den Abstand zwischen den einfachen Wandpfeilern aus. Über dem spitzbogigen Chorbogen befindet sich eine rundbogige Blende. Das romanische Kreuzgratgewölbe bestimmt die Decke der gesamten Kirche. Die Rippen sind nachgemalt, die Zwickel mit Rankenornamenten verziert. Im Inneren der Kirche finden sich zudem verschiedene Kapitelle, so z. B. im Osten Würfelkapitelle mit Schild und Blattornament, im Nord-Westen mit Maske.

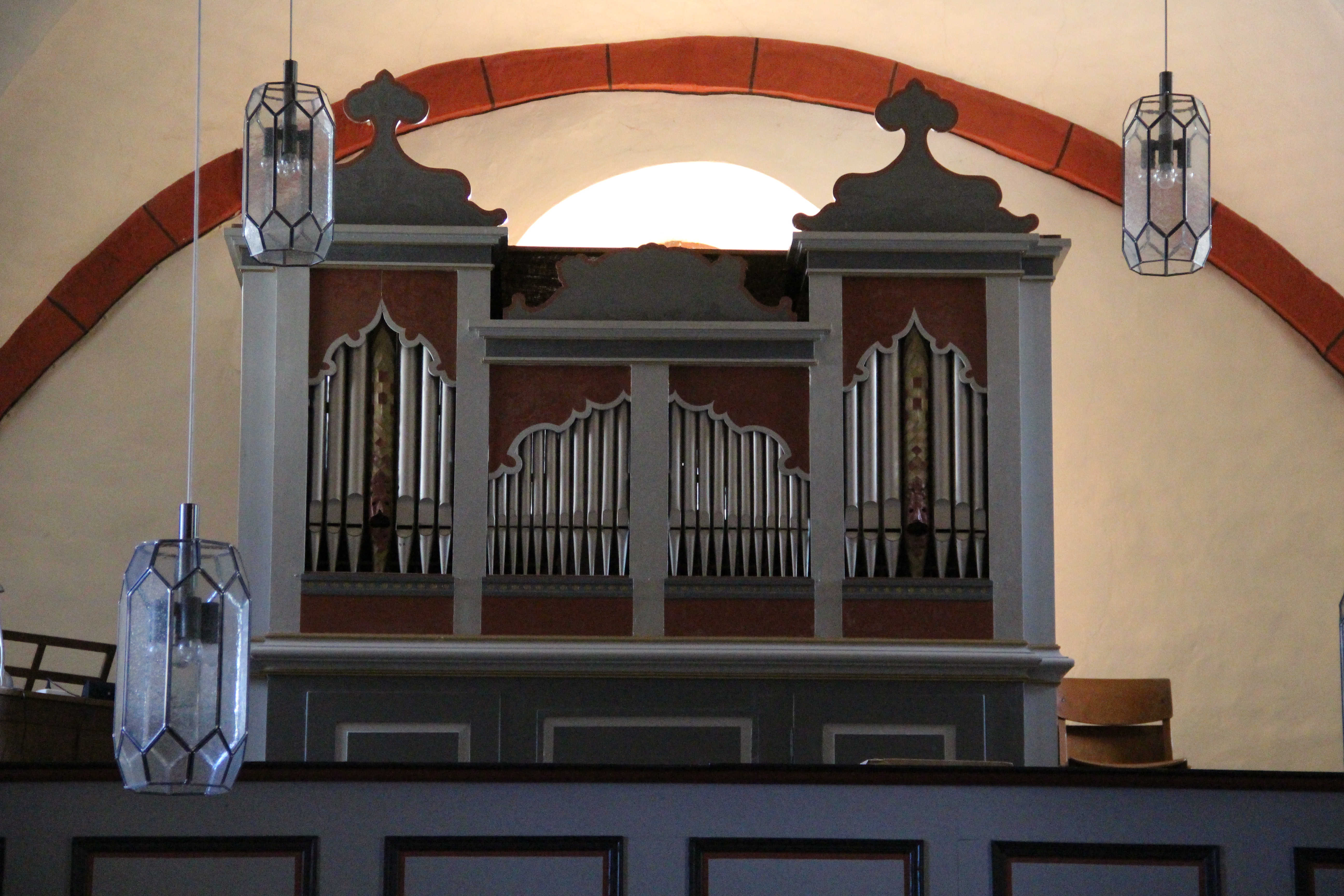
Orgel auf der Westempore

Zu ihrer Entstehungszeit war die Kirchendecke mit bunten Malereien bedeckt. Von den 1965 übertünchten romanischen Fresken ist links oben an der Decke über der Kanzel noch der Löwe als Symbol für den Evangelisten Markus zu sehen. 1987 entschied man sich für einen dunkelroten Anstrich der Säulen, da es einen Befund gibt, der diesen Farbton in gotischer Zeit belegt. 
Die beiden Fenster in der Apsis wurden 1910–13 gefertigt und zeigen (links) Christus als Weltherrscher und (rechts) St. Martin auf einem Pferd, seinen Mantel für einen Bettler teilend und den guten Hirten.

## Orgel
Die Orgel wurde 1910 von der Licher Firma Förster & Nicolaus Orgelbau gebaut. Sie verfügt über zwölf Register, die auf zwei Manuale und Pedale verteilt sind, und elektrische Taschenladen. Die Disposition lautet wie folgt:
| I Manual C– |    |
| Rohrflöte   | 8′ |
| Prinzipal   | 4′ |
| Blockflöte  | 2′ |
| Scharf V    | 2′ |

| II Manual C–    |    |
| Quintade        | 8′ |
| Koppelflöte     | 4′ |
| Prinzipal       | 2′ |
| Sifflet         | 1′ |
| Sesquialtera II |    |

| Pedal C–      |     |
| Subbass       | 16′ |
| Gedacktpommer | 8′  |
| Gemshorn      | 4′  |

- Koppeln: II/I, II/I 16′, I/P, II/P
- Spielhilfen: 2 freie Kombinationen 2′, Organo Pleno, Handregister ab

## Öffnungszeiten
Die Martinskirche ist an den Wochenenden zwischen Karfreitag und Erntedankfest von Freitag ab 10 Uhr bis Sonntag um 17 Uhr geöffnet.